# Yahia Omar
Yahia Omar, född 9 september 1997, är en egyptisk handbollsspelare som spelar för Telekom Veszprém och det egyptiska landslaget. Han är vänsterhänt och spelar som högernia.

## Karriär
Med landslaget har han deltagit i bland annat OS 2020 och VM 2017, 2019 och 2021. Han har även varit med och tagit guld i Afrikanska mästerskapet 2020.
Vid OS 2020 blev han invald till All-Star Team som bäste högernia.